# Theodorella arenosa
Theodorella arenosa är en sjöpungsart som beskrevs av Wilhelm Michaelsen 1922. Theodorella arenosa ingår i släktet Theodorella och familjen Styelidae.
Artens utbredningsområde är Södra Ishavet. Inga underarter finns listade i Catalogue of Life.